# 6-羟基芦荟大黄素
6-羟基芦荟大黄素是一种由青黴菌（Penicillium）生成的聚酮，化学名1,6,8-三羟基-3-羟甲基蒽醌，分子式C15H10O6，具有抗微生物活性。